# Comviq
Comviq är ett varumärke för Tele2:s mobiltelefoni. Ursprungligen var det mellan 1981 och 1991 ett självständigt företag under namnet Comvik. Comvik startade som ett privat alternativ till Televerket och utvecklades under 1990-talet till en av de stora mobiltelefonoperatörerna i Sverige. Företaget slogs 1997 samman med Tele2 och varumärket finns i dag kvar i kontantkortet Comviq Kontant samt Comviqs abonnemang Fastpris.[källa behövs]

## Historik
Under 1970-talet hade finansmannen Jan Stenbeck en uttalad strategi att bryta upp och skapa alternativ till de hittillsvarande svenska monopolen inom bland annat telefoni och media. I slutet av 1970-talet köpte Investment AB Kinnevik upp ett antal mindre företag i Stockholm och Göteborg som drev manuella kommunikations- och växeltjänster för radiotelefoner monterade i bil. Bland dessa företag fanns bland annat AB Företagstelefon i Stockholm. Företagen slogs ihop, ny utrustning köptes in och den 1 juli 1981 lanserade Comvik AB sitt eget automatiska analoga nät för mobiltelefoni, tre månader innan Televerkets driftsättning av sitt NMT-nät den 1 september 1981.
Eftersom Televerket hade monopol på teletrafik och frekvensutrymme uppstod en konflikt mellan Televerket och Comvik. Efter många turer, där Televerket bland annat hotade att koppla bort Comvik från det allmänna telenätet, gav den dåvarande borgerliga regeringen Comvik tillstånd att fortsätta och i begränsad utsträckning expandera. Comvik begärde och fick ytterligare några frekvenser. Till slut disponerade man 27 frekvenser. Televerkets system NMT hade 180 frekvenser. Comvik expanderade genom att bland annat själva utveckla den cellbaserade teknik som låg till grund för mobiltelefonin. Ericsson sålde ingen utrustning till Comvik, som istället köpte från utlandet. Man byggde upp en kundstock om 20 000 abonnenter. Comvik kunde under senare delen av 1980-talet inte tillhandahålla handburna telefoner till ett konkurrenskraftigt pris. För att kunna konkurrera med Televerket fokuserade man istället på att hålla lägre minutpriser samt erbjöd fria samtal på kvällar och helger. Man lanserade också tjänster som svarsservice för företag, meddelandehantering, etc. Comvik tog efter amerikansk modell betalt även för inkommande samtal.
Comvik blev av affärstidningen Dagens Industri utsett till Årets tjänsteföretag 1987 med motiveringen att Comvik bröt det existerande monopolet och introducerade valfrihet för kunderna (vid denna tid endast företag). På grund av konkurrenssituationen var det emellertid svårt att bedriva verksamheten: Inga ytterligare frekvenser fanns tillgängliga, kundstocken kunde inte ökas och bolaget gick med stora förluster. Då det nya GSM-nätet skulle byggas upp fattade regeringen beslut om att nätet inte skulle drivas under Televerkets monopol och Comvik fick en egen GSM-licens 1988. 

### GSM
År 1991 bytte man namn till Comviq och det nya GSM-nätet öppnades. Det tidigare namnet Comvik behölls ännu några år för det analoga nätet innan det så småningom släcktes ned. 

#### Comviq Compis och Comviq Kompis
År 1994 lanserades abonnemanget Comviq Compis, vilket innebar att man kunde ringa gratis till alla sina "compisar" på kvällar, nätter och helger (kl 21:00–07:00 på vardagar, samt dygnet runt på lördagar och söndagar). Samtalen var helt gratis, och man betalade inte någon uppkopplingsavgift. Abonnemanget hade en inträdesavgift på 340 kr, och månadsavgiften var 0 kr under det första året, och skulle därefter vara 125 kr/månad. Men Comviq ändrade sig sedan, och sänkte månadskostnaden till 25 kr när det blev dags att börja betala. Avsikten var att man bara skulle kunna ringa gratis till andra abonnenter som också hade Comviq Compis, och man kände igen dessa genom att ett Compis-abonnemang började med siffrorna 070 - 740 xx xx. Sedan kompletterades detta med en ny nummerserie som började med 070 - 754 xx xx. Eftersom Comviq har fria vidarekopplingar kom Compis-abonnenterna på ett sätt att gå runt denna begränsning. Man vidarekopplade helt enkelt sin telefon till den man ville ringa upp, och sedan ringde man till sig själv. Då blev samtalet gratis (eftersom man ringde sitt eget nummer, som var ett Compis-nummer) men man kom till den som man hade vidarekopplat telefonen till. På så sätt kunde man ringa gratis inom hela Comviqs nät, det vill säga även de som inte hade ett Compis-abonnemang. Comviq valde dock att inte marknadsföra sitt Compis-abonnemang i någon större utsträckning, och erbjöd t.ex. inte möjligheten att köpa någon telefon till subventionerat pris när man tecknade ett Compis-abonnemang. I februari 1999 beslutade Comviq att upphöra med de fria samtalen, vilket innebar att Compis-abonnemanget inte längre var särskilt attraktivt.
Runt 2004 introducerades abonnemanget Comviq Kompis.[källa behövs] Detta erbjöd samtal utan avgift per minut till alla andra Comviq- och Tele2-abonnenter, men till skillnad från 1990-talets Comviq Compis debiterades nu en startavgift på 69 eller 79 öre för varje samtal.

### Tele2Comviq
GSM-bolaget Comviq slogs ihop med Tele2 1997, men namnet Comviq behölls som ett varumärke jämte Tele2:s eget varumärke Tele2 Mobil. Samma år lanserades Comviq Kontant som det första kontantkortet i Sverige. År 2004 bytte man namn till Tele2Comviq och 2007 blev Tele2Comviq helt ersatt av Tele2 som varumärke. Comviq kvarstod dock som varumärke för kontantkort. 2009 fick Comviq en egen webbplats och eget telefonnummer till kundtjänsten. Samtidigt byttes den grafiska profilen ut, med ny logotyp och ny formgivning av själva kontantkortet.

## Comvik International
Med hjälp av erfarenheterna från Comvik köpte Kinnevik licenser att driva mobiltelefoni även i andra länder under namnet Comvik International. System byggdes upp i Hongkong, Vietnam, Mauritius och andra länder. Dessa aktiviteter formerade senare en stor del av Millicom International Cellular.